# Prințul fericit și alte povestiri
Prințul fericit și alte povestiri este o colecție de povestiri pentru copii scrise de Oscar Wilde, publicată pentru prima dată în mai 1888. Aceasta conține cinci povestiri:
- Prințul fericit
- Privighetoarea și trandafirul
- Uriașul cel egoist
- Prietenul devotat
- Racheta formidabilă

## Prințul fericit
Prințul fericit stă singur deasupra orașului în care, cândva, a copilărit. Într-o bună zi, se adăpostește de frig un mic rândunel la picioarele lui. De fiecare dată când rândunelul vrea să plece, prințul găsește un motiv că rândunelul să rămână: de fiecare dată, prințul vrea ca rândunelul să ajute niște oameni sărmani sacrificându-și giuvaierurile. Când prințul rămâne fără niciun pic de aur sau pietre prețioase, rândunelul rămâne lângă el și moare înghețat de frig. A doua zi, primarul orașului, văzându-l pe prinț fără giuvaierurile sale, hotărăște ca statuia să fie topită și înlocuită cu una care îl înfățișează pe domnul primar. În final, inima de plumb a prințului și trupul neînsuflețit al rândunelului sunt luate de un înger și aduse în fața lui Dumnezeu. Astfel, cei doi rămân împreună în rai.

## Privighetoarea și trandafirul
Un tânăr student își dorește foarte mult să danseze cu o fată foarte frumoasă. Aceasta pune condiția că va dansa cu el doar dacă îi aduce un trandafir roșu. Neavând un trandafir roșu, începe să plângă de tristețe. O privighetoare îi aude plânsul și începe să caute un trandafir roșu pentru el. În final, ea găsește un tufiș care îi spune că singura șansă de a-i putea aduce studentului un trandafir roșu este de a cânta toată noaptea cu un spin de-al lui în piept; sângele ei va curge pe tufiș, iar din tufiș va răsări un trandafir roșu. Dimineața, după ce privighetoare cântă toată noaptea cu un spin în piept și moare, studentul găsește sub geamul său un trandafir roșu. Se duce rapid la tânăra de care este îndrăgostit și îi dă trandafirul roșu. Ea, în schimb, îl respinge spunându-i că bijuteriile costă mult mai mult decât florile, iar studentului i se frânge inima.

## Uriașul cel egoist
Un uriaș locuiește într-o casă cu o grădină foarte frumoasă. Copiilor din sat le place foarte mult grădina lui; se joacă tot timpul acolo. Într-o bună zi, uriașul îi gonește pe copii de acolo. Dar, după ceva timp, vede că doar în grădina lui nu mai vine primăvara, așa că regretă ce a făcut. Când iese, din nou afară, în grădină, copii se sperie de el. Doar unul rămâne liniștit sub un copac. Uriașul se joacă cu acesta. Atunci, ceilalți copii se întorc în grădină și își continuă joaca. Își planifică ca, în fiecare zi, după școală, să se joace în grădina uriașului. Zilele trec, dar uriașul este trist deoarece, copilul care a rămas nemișcat și cu care s-a jucat este de negăsit. Într-o zi, uriașul vede o licărire în grădină. Se duce afară să vadă ce este. Era tocmai copilul pe care nu-l mai văzuse de foarte multă vreme! Copilul îl ia de mână pe uriaș și îl duce în grădina copilului: Paradisul...